# Castello di Alfedena
Il castello di Alfedena è il rudere di un castello risalente al X-XI secolo nell'omonimo comune italiano del quale rimangono una torre ottagonale e parti delle murature.

## Descrizione
I ruderi si trovano in posizione dominante sul paese, lungo via Luigi De Amicis.
La cinta poggia le fondamenta direttamente sopra lo spessore roccioso del colle montuoso che sovrasta Alfedena, ha un aspetto circolare irregolare, a più strati d mura, e si preservano doppie cortine murarie con degli accessi a fornice. La torre, benché mozzata in cima, è l'elemento che meglio è conservato.

## Storia
Il castello fu fondato nel X secolo circa dai signori Franchi, che si spartirono la contea dei Marsi. Infatti Alfedena figurava tra questi possedimenti e, in cima al colle del castello, venne eretta una torretta fortificata, che comunicava con quella degli altri villaggi, quali Scontrone, Castel di Sangro e Barrea. La torre a pianta irregolare, è stata ricostruita nel XIII secolo, come dimostra l'impianto ottagonale, forse prima era a base cilindrica, fatto sta che testimonia l'antica funzione del castello, che era quella di avvistamento, di guardia al paese sottostante, sviluppatosi dal XIV secolo in poi, e insieme al recinto fortificato, svolgeva anche la funzione di ricovero dei cittadini durante i periodi di emergenza, come gli assedi.
Nel XIV secolo fu feudo di Simone Di Sangro, la ricca famiglia della valle Peligna, che ebbe vari feudi, salvo poi passare nel 1422 a Giacomo Caldora. Nel 1456 un grave terremoto danneggiò il castello, che perse lentamente l'antica funzione centrale di Alfedena, visto che le principali attività politiche ed economiche si sviluppavano sempre più a valle, lungo il tratturo Pescasseroli-Candela. Il castello fu infeudato durante il viceregno spagnolo a vari signori, ma non tornò più alle antiche funzioni, venne danneggiato ancora dal terremoto della Maiella del 1706, poi dai terremoti del 1915 (terremoto della Marsica) e del 1984, venendo restaurato solo nei primi anni 2000, per essere visitabile come località panoramica, insieme alla torre ottagonale.